# Tahuilatzén
Tahuilatzén är en ort i Mexiko.   Den ligger i kommunen Aquismón och delstaten San Luis Potosí, i den centrala delen av landet, 240 km norr om huvudstaden Mexico City. Tahuilatzén ligger 103 meter över havet och antalet invånare är 382.
Terrängen runt Tahuilatzén är kuperad åt sydväst, men åt nordost är den platt. Runt Tahuilatzén är det ganska tätbefolkat, med 207 invånare per kvadratkilometer. Närmaste större samhälle är Tamcuime, 1,1 km söder om Tahuilatzén. I omgivningarna runt Tahuilatzén växer huvudsakligen savannskog.